# Pyrausta minimalis
Pyrausta minimalis là một loài bướm đêm trong họ Crambidae.